# Riggindale Beck
Der Riggindale Beck ist ein Wasserlauf im Lake District, Cumbria, England.
Der Riggingdale Beck entsteht mit verschiedenen kleinen Zuflüssen an der Südostseite des Kidsty Pike an der Westseite des Haweswater Reservoir, in das er nach östlichem Lauf mündet.